# NexentaOS
NexentaOS (anche Nexenta OS o Nexenta Operating System) è una distribuzione OpenSolaris nata nel 2005 che coniuga il kernel SunOS con il parco software GNU di Debian GNU/Linux e Ubuntu (da qui la denominazione di Nexenta GNU/Solaris o GNU/OpenSolaris).
NexentaOS utilizza APT (Advanced Packaging Tool), il noto sistema di gestione dei pacchetti di Debian.
Al momento, NexentaOS non fa parte del  Debian Project ed i suoi pacchetti non sono presenti nel database di Debian a causa dell'attuale presunta incompatibilità fra la licenza CDDL di OpenSolaris e quella GNU GPL del parco software fornito col sistema (relativamente alla modalità con la quale questi software sono miscelati).